# Las Miejski w Zirndorf
Las Miejski – las w Zirndorf na wzgórzach Rosenberg wokół twierdzy Alte Veste w sąsiedztwie większego kompleksu Lasu miejskiego w Fürh. Las znajduje się w północnej części miasta. Liczne drogi spacerowe, rowerowe i konne przecinają oba kompleksy, które ciągną się od Kanału Ren–Men–Dunaj na wschodzie po Cadolzburg na zachodzie.